# 戈申斯普林斯 (密西西比州)
戈申斯普林斯（英語：Goshen Springs）是位於美國密西西比州蘭金縣的非建制地區。

## 地理
戈申斯普林斯所處的海拔為高於海平面128米（即420英呎），而該地所採用的時區為UTC-6，即北美中部時區（CST）。同時該地設有夏令時間，為UTC-6調快一小時，即UTC-5（CDT）。